# Michael Levin
Michael E. Levin (23. svibnja 1943.) američki je filozof. 

## Životopis
Završio njujoršku elitnu srednju školu Stuyvesant. Diplomirao na Michiganskom državnom sveučilištu 1964. godine. Doktorirao filozofiju na Sveučilištu Columbia 1969. godine. Iste godine zapošljava se na Gradskom sveučilištu New Yorka gdje radi do umirovljenja nakon čega postaje profesor emeritus.

## Vanjske poveznice
- Levinova akademska stranica na Gradskom sveučilištu u New Yorku
- Snimka Levinovog predavanja "Current Fallacies About Race" održanog na konferenciji Američke renesanse 1996. godine.